# StarCraft : La Bataille de Liberty
La Bataille de Liberty (Liberty’s Crusade) est le premier roman de la trilogie StarCraft qui adapte le scénario du jeu vidéo StarCraft. Il a été écrit par Jeff Grubb et publié en mars 2001.

## Synopsis
Au XXVe siècle, dans une zone de la Voie lactée appelée secteur Koprulu, Michael Liberty est un journaliste de la chaîne de télévision Univers News Network (UNN). 
Depuis quelque temps, le journaliste publie une série de reportages sur la corruption au sein du gouvernement de la Confédération, l’État principal du secteur de Koprulu. Ses articles font grands bruits. À tel point que Handy Anderson, son rédacteur en chef, lui demande de quitter la capitale de la Confédération pour lui éviter des ennuis. Il part donc faire un reportage sur la vie des marines confédérés.

## Éditions
- Jeff Grubb, La Bataille de Liberty, Fleuve noir, coll. « Littérature Générale », février 2003 ((en) Liberty’s Crusade, 2001)  (ISBN 978-2-2650-7507-8).